# قشلاق قبله‌گاه الله‌وردی و پاپر
قشلاق قبله‌گاه الله‌وردی و پاپر یک منطقهٔ مسکونی در ایران است که در دهستان قشلاق غربی واقع شده‌است. قشلاق قبله‌گاه الله‌وردی و پاپر ۵۸ نفر جمعیت دارد.